# Halogenură
În chimie, o halogenură este un compus binar, alcătuit dintr-un atom de halogen și dintr-un radical al unui element care este mai puțin electronegativ (sau mai electropozitiv) decât halogenul; astfel, se formează săruri: fluoruri, cloruri, bromuri, ioduri și mai rar astatinuri. Majoritatea sărurilor sunt halogenuri. Există și halogenuri organice.

## Exemple
- clorură de sodiu (NaCl)
- clorură de potasiu (KCl)
- iodură de potasiu (KI)
- clorură de litiu (LiCl)
- clorură de cupru (II) (CuCl2)
- bromură de potasiu (KBr)
- fluorură de sodiu (NaF)